# Bauhinia andrieuxii
Bauhinia andrieuxii är en ärtväxtart som beskrevs av William Botting Hemsley. Bauhinia andrieuxii ingår i släktet Bauhinia och familjen ärtväxter. Inga underarter finns listade i Catalogue of Life.